# Roberto Farinacci
Roberto Farinacci (Isernia, 16 d'octubre de 1892 - Vimercate, 28 d'abril de 1945) va ser un polític feixista italià, important líder del Partit Nacional Feixista, conseller i assessor de Benito Mussolini i destacat antisemita abans i durant la Segona Guerra Mundial.

## Biografia

### Primers anys
Farinacci va néixer a la localitat d'Isernia, a la regió de Molise, en el si d'una família humil. El seu pare, d'origen napolità, exercia de comissari de policia. Va abandonar els estudis escolars en la seva adolescència i es va traslladar a Cremona, on va treballar al ferrocarril d'aquesta ciutat el 1909. Aviat es va adherir a l'irredemptisme i al socialisme, però quan va esclatar la Primera Guerra Mundial el 1915 es va alinear amb els qui defensaven la intervenció d'Itàlia en la guerra, unint-se a la facció socialista dirigida per Benito Mussolini. De 1915 a 1917 va servir al front, sent condecorat amb la Creu al Mèrit.
Després de la guerra, Farinacci es va convertir en seguidor del moviment feixista creat per Mussolini, va assumir el lideratge dels camises negres de Cremona el 1919, i es va encarregar de l'edició del diari del moviment Cremona Nuova. Farinacci va aconseguir establir als squadristi feixistes de Cremona com un dels grups més violents del país, fins que després de participar en la Marxa sobre Roma es va autoproclamar per la força alcalde de Cremona, sent confirmat en aquest càrrec per Mussolini quan aquest va assumir la prefectura del govern. Després de dissoldre, a mà armada, les administracions locals de la província de Cremona i completar el control sobre la zona, va actuar al costat d'Achille Starace de la mateixa manera al Trentino i al Tirol del Sud.
El 1921 havia estat un dels primers trenta-tres diputats feixistes a formar part de la Cambra, i el 1922 va ser nomenat cònsol general de la Milizia.

### Sota el règim feixista
El triomf del feixisme va causar que Farinacci es convertís en un dels principals líders del nou règim, representant a la facció més radical dels camises negres, fins al punt que considerava a Mussolini «massa liberal» en diversos aspectes. Farinacci era un obert defensor d'atorgar un major rol econòmic als sindicats, mentre que en qüestions ideològiques era bastant més anticlerical, xenòfob, i antisemita que la majoria de líders feixistes. Aquest fet no va impedir que el 1925 Mussolini nomenés a Farinacci secretari general del Partit Nacional Feixista, tornant-lo en el segon home més poderós d'Itàlia i contribuint des del seu càrrec —segons va declarar ell mateix— a «legalitzar la il·legalitat feixista». En aquesta funció, va protegir als assassins del parlamentari socialista Giacomo Matteotti i va dirigir la violència contra els opositors al règim, recorrent a pallisses o purgues a base d'oli de ricí.
No obstant això, el radicalisme de Farinacci va molestar a Mussolini, qui el va treure del càrrec de secretari general el 1926. Davant això Farinacci va continuar com a propagandista del règim en càrrecs menors, dedicant-se a la política local a la plana Padana. El 1935 Farinacci es va oferir voluntari per a participar en la invasió d'Etiòpia, perdent allí la mà dreta al maig de 1936 mentre pescava amb una granada, que va explotar abans d'hora, en un llac prop de Dese. El 1937 va tornar a la primera línia del poder entrant en el Gran Consell Feixista. Va acudir com a observador militar a la guerra civil espanyola i el 1938 va estar entre els principals impulsors i ideòlegs de les lleis racials contra els jueus, copiades del Tercer Reich.

### Segona Guerra Mundial
Després de 1937 Farinacci es va convertir en un dels principals defensors de l'aliança italiana amb l'Alemanya nazi, postulant la urgència de celebrar el Pacte d'Acer amb el nazisme i establint contactes personals amb els líders nazis Joseph Goebbels i Heinrich Himmler. El 1940 Farinacci va urgir a Mussolini al fet que Itàlia entrés en la Segona Guerra Mundial com a aliat d'Alemanya, i a l'any següent va ser designat inspector de la milícia feixista a Albània.
Malgrat les derrotes sofertes per Itàlia, Farinacci va defensar l'aliança nazi-feixista i, al juliol de 1943, va votar en contra de la destitució de Mussolini en el Gran Consell Feixista. Després del derrocament de Mussolini i la celebració d'un armistici pel general Pietro Badoglio, Farinacci va fugir a Alemanya per a evitar ser arrestat. Allí es va oferir sense èxit a Hitler com a substitut de Mussolini.
Després de la proclamació de la República Social Italiana al setembre de 1943, Farinacci va tornar a Itàlia i va continuar fent propaganda en favor de l'aliança amb el Tercer Reich, sent apreciat com un útil instrument per les autoritats alemanyes d'ocupació, però pel seu radicalisme i violència no se li van atorgar alts càrrecs polítics en el nou règim mussolinià. Establert novament a Cremona, Farinacci va retornar a la política local encara que va perdre el control del seu periòdic Cremona Nuova que es va convertir amb prou feines en un òrgan de propaganda nazi.
Després de la insurrecció partisana del 25 d'abril de 1945 Farinacci va reunir un grup de feixistes simpatitzants amb el pla d'oposar resistència als partisans i amb ells va sortir de Cremona cap a la regió de Valtellina. Capturat per partisans socialistes en la localitat de Vimercate, va ser sotmès a judici sumari, condemnat a mort i afusellat el 28 d'abril.